# Кастеев, Абылхан
Абылха́н Касте́ев (каз. Әбілхан Қастеев;  [4] января 1904, аул Чижин, Семиреченская область, Российская империя — 2 ноября 1973, Алма-Ата, Казахская ССР) — первый казахский живописец и акварелист, народный художник Казахской ССР (1944).

## Биография

Памятник Кастееву в Алма-Ате у Государственного музея искусств РК им. Кастеева

Родился в ауле Чижин возле Джаркента (ныне Алматинская область). Происходит из племени Суан Старшего жуза.
С 1929 по 1931 годы учился в художественной студии русского художника Николая Гавриловича Хлудова в Алма-Ате. Так как Кастеев вообще не знал русского языка, ему помогли в качестве переводчика две студенты один - Оразымбетов Нургазы, позднее ставшим главным архитектором города Алматы, еще позднее по его архитектуре 1958 году был построен дом Кастеева по указу Кунаева в городе Алматы. Дом был собственностью государства. 1968 году к дому пристроили мастерскую. 1973 году подключили к центральному отоплению Второй студент — Дальденбаев Абиль, учился в педагогическим ВУЗе, позднее ставшим директором школы в Нарынколе. Так Кастеев три раза в неделю записался на вечернее курсы Хлудову.                                                                            Во время голодомора Кастеев переходил китайскую границу вместе 10-ю другими людьми,  через реку, чтоб из Китая достать что-то, для пищи. В это время Кастеева с другом задержали с другом и отправили в трудовой лагерь на год. Во время лагеря Кастееву стала очень плохо со здоровью. Через некоторое время они с другом сбежали из трудового лагеря. И они вместе с другом сбежали к Кульдже, остановились у кого-то на квартире, Кастеев вообще не смог ходить. А друг его бросил. Один старик который торговал арбузами и дынями помог ему. Когда он пришел домой жена Сакыш не узнала его.
Затем с 1934 по 1937 годы с поддержкой Темирбека Жургенова продолжил учёбу в Москве, в художественной студии имени Н. К. Крупской.
Председатель Союза художников Казахстана (1954—1956).
Дважды был депутатом Верховного Совета Казахской ССР 4—6-го созывов.
В гости к Кастеевым часто приходили Мухтар Ауэзов, Сабит Муканов, Нургиса Тлендиев, Хакимжан Наурызбаев, Молдахмет Кенбаев, Уке Ажиев, Сахи Романов, Аубакир Исмаилов, Жанатай Шарденов, танцовщица Шара Жиенкулова, художник из Узбекистана Орал Тансыкбаев, художник из Киргизии Гаппар Айтиев и другие.
Умер 2 ноября 1973 года, похоронен в Алма-Ате на Кенсайском кладбище.

## Произведения
«Колхозная молочная ферма» (1936), «Доение кобылиц» (1936), «Уборка хлопка»(1935), «Колхозный той», «Похищение невесты», «Купленная невеста»(1938), «Золотое зерно» (1960), «Аксайский карьер» (1967), «Высокогорный каток Медео» (1954), «Турксиб»(1969), «Долина Таласа»,(1970) «Капчагайская ГЭС»(1972).

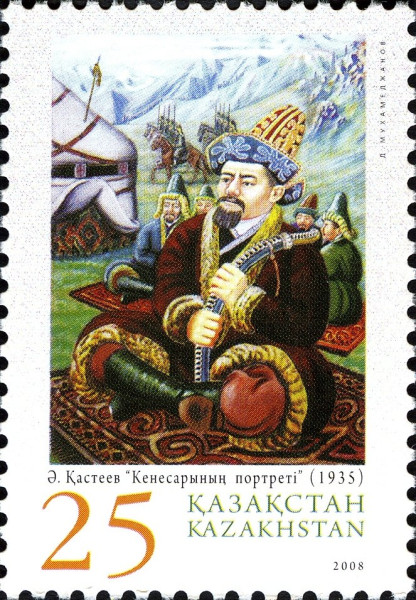
Портрет Кенесары, изображенный Абылханом Кастеевым (1935). Почтовая марка Казахстана

Портреты: Амангельды Иманова, Кенесары Касымова, Абая, Чокана Валиханова, Жамбыла, матери.
На 1958 год он написал 2000 картин. Со слов его дочерей, Кастеев больше работал с акварелью, а c маслом он работал заказные картины.
Многие работы Абылхана Кастеева хранятся и экспонируются в Государственном музее искусств Республики Казахстан в Алма-Ате.

## Семья
- Мать  — Калипа[4]была очень талантливой мастерицей[4]
- Жена — Сакыш Кастеева (род.1916[16] - ум.ноябрь 2000г.), поженились в 1930 году.[17] 1936 году пара переехала в Алмату.[2]
- Первенец сын родился в Алматы.[2] Семья очень долгое время жила без собственного жилья и где-то ок.в середине 1940-х годов семье было предоставлено 2-х комнатная квартира на ул. Сейфуллина (бывш.Узбекская) угол улицы Калинина, где раньше жили семья Мухтара Ауэзова.[2] где семья Кастеевых[2] жила до 1958 года.[2]
- С супругой вырастили 6 сыновей и 3 дочери,[16] и 11 внуков[18]
- Второй сын Нуртай (1939-1955[2]) умер от порока сердца в 16 лет.[18] Учился на первом курсе художественного училища.[2]
- Пятый сын Нурбек (1946-1966[2]) умер[2] в Актюбинске[2] во время срочной службы армии воинской части Эмбе-5 возрасте 20 лет.[2]
- Дочь — Гульдария Кастеева[2] юрист[6][19]
- Сын — Нуртас Кастеев, художник,[19] со слов сына когда он учился в художественном училище, то часто сопровождал Отца как ассистент в творческих командировках. Они ездили в Костанай, Рудный, Кокшетау и многие другие промышленные центры. Отец запечатлевал стройки и развивающуюся промышленность Казахстана.[19]
- Старшая дочь[6] — Камиля педагог.
- Младшая[6] дочь — Гульназия Кастеева[2] окончила Строгановское училище, художник-прикладник.[6]
- Внук[6] — Аскар Кастеев, дизайнер интерьера[20]
- Старший внук Жан имеет пятерых сыновей.[18]
- Правнучка — Айсаным Кастеева (род.1994), дизайнер,актриса.[21] Дочь — Аскара Кастеева[6]

## Награды и народные звания
- Государственная премия Казахской ССР имени Чокана Валиханова (1967) — за серию акварелей «На земле Казахстана»
- Орден Трудового Красного Знамени (3 января 1959) — за выдающиеся заслуги в развитии казахского искусства и литературы и в связи с декадой казахского искусства и литературы в гор. Москве
- Орден Трудового Красного Знамени (1959)
- Народный художник Казахской ССР (1944)
- Заслуженный деятель искусств Казахской ССР (1942)
- Орден Октябрьской Революции
- Орден «Знак Почёта»
- Медали
- Почётная грамота Верховного Совета Казахской ССР (1944)[22]

## Память

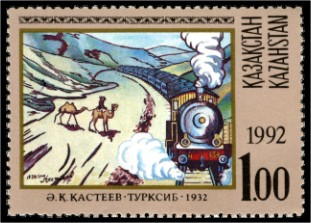
Картина А. Кастеева «Турксиб» (1932) на почтовой марке Казахстана 1992 г.

- 1984 году[2] именем Кастеева назван Государственный музей искусств Республики Казахстан, один из крупнейших художественных музеев страны (в нём хранится более 23 000 экспонатов[16]), а также улицы в нескольких городах Казахстана.
- Также его именем назван Художественный колледж в городе Шымкент (Казахстан), в 2009 году перед колледжем был открыт памятник художнику.
- В 2004 году была выпущена почтовая марка Казахстана, посвященная Кастееву.
- В 2004 году, к 100-летнему юбилею А.Кастеева, Национальным банком Республики Казахстан была выпущена в обращение памятная монета номиналом 50 тенге.
- 2004 год объявлен ЮНЕСКО годом двух великих сынов казахского народа - художника Абильхана Кастеева и академика Алькея Маргулана[19]
- В 2014 году в Алма-Ате был открыт Дом-музей Кастеева.